# Ronald Bandell
Ronald Johan Gottlieb Bandell (Gouda, 24 augustus 1946 – Rotterdam, 16 november 2015) was een Nederlandse burgemeester van de PPR en later de PvdA.

## Biografie
Bandell volgde de hbs-a opleiding aan het Antoniuscollege in Gouda en daarna de opleiding aan de Katholieke Sociale Academie in Den Haag. Aan de Universiteit Leiden deed hij ook nog een korte opleiding op het gebied van ontwikkelingssamenwerking.
Zijn eerste baan was die van assistent-accountant begin jaren 60, waarna hij bij de overheid terechtkwam. Een van zijn functies die hij vervulde, was hoofd van de afdeling Molukkers van het toenmalige ministerie van Cultuur, Recreatie en Maatschappelijk Werk.
In 1977 werd Bandell voor het eerst burgemeester en wel in de Zuid-Hollandse gemeente Moordrecht. Hij combineerde deze post van 1982 tot 1985 met die van het waarnemend burgemeesterschap van de zich in de buurt bevindende – en thans niet meer bestaande – gemeente Krimpen aan de Lek. In 1987 kreeg hij de burgemeesterspost van het zuidelijker gelegen Papendrecht. Toen de PPR met onder andere de Communistische Partij van Nederland opging in GroenLinks besloot hij om geen lid te worden van die nieuwe partij maar van de PvdA. Van 1995 tot 2000 was hij burgervader in de Noord-Hollandse gemeente Alkmaar. In 1999 werd hij benoemd tot Officier in de Orde van Oranje-Nassau.
Na op 16 juni 2000 als burgemeester van Dordrecht in Zuid-Holland te zijn teruggekeerd, volgde in 2006 een herbenoeming voor de gebruikelijke periode van zes jaar. Bandell was uit hoofde van zijn burgemeestersfunctie tevens korpsbeheerder van de politieregio Zuid-Holland-Zuid, voorzitter van het Drechtstedenbestuur en de Drechtraad alsook voorzitter van het samenwerkingsverband Regio Zuid-Holland Zuid. In februari 2010 volgde VVD'er Arno Brok hem op als burgemeester van Dordrecht.
In 2005 stond Bandell genomineerd voor Beste Burgemeester. Hij bereikte uiteindelijk een derde plaats. Tevens was hij op Koninkrijksdag 15 december 2005 gastheer van het eerste Koninkrijksconcert dat samen met het ministerie van Binnenlandse Zaken en Koninkrijksrelaties werd georganiseerd en waarmee de onderlinge banden binnen het Koninkrijk der Nederlanden werden benadrukt.
In juli 2010 werd Bandell benoemd tot voorzitter van voortgangscommissie Sint Maarten. Deze commissie hield toezicht op de plannen van Sint Maarten die nodig waren voor de invoering van de nieuwe landsstatus per 10 oktober 2010.
Bandell werd op 23 augustus 2010 door paus Benedictus benoemd tot ridder in de Orde van Sint-Silvester vanwege zijn "inzet op het snijvlak van kerk en samenleving".
In 2011 werd Bandell door de Nederlandse Bisschoppenconferentie en het bestuur van de Konferentie Nederlandse Religieuzen aangesteld als 'kwartiermaker'. Hij kreeg tot taak om de adviezen van de commissie-Deetman voor verbetering van de werkwijze van het katholieke klachtenbureau Hulp & Recht in te voeren. Het doel is het verbeteren van de klachtenbehandeling van slachtoffers van seksueel misbruik binnen de Rooms-Katholieke Kerk in Nederland.
In 2014 werd hij ernstig ziek. Bandell overleed in november 2015 op 69-jarige leeftijd. Bandell was gehuwd, hij had kinderen en kleinkinderen.

### Nevenfuncties
Bandell was onder meer in de volgende nevenfuncties actief:
- Voorzitter Nederlands Genootschap van Burgemeesters
- Voorzitter platform VNG inzake asielzoekersproblematiek en integratie
- Voorzitter platform VNG Antillen
- Voorzitter Commissie Stedenbaan van het Bestuurlijk Platform Zuidvleugel
- Voorzitter Dutch Committee International Council on Social Welfare
- Voorzitter Veiligheidsregio Zuid-Holland-Zuid
- Lid Stuurgroep Internationale Politiesamenwerking.

## Trivia
Vervoerder Arriva vernoemde een van haar Spurt-treinen, treinstel 10501, naar Ronald Bandell. Dit treinstel rijdt op het treintraject Dordrecht-Geldermalsen.
- International Standard Name Identifier: 0000 0003 9726 3191
- Nederlandse Thesaurus van Auteursnamen: 203452127
- Virtual International Authority File: 292339154